# Sommer-Paralympics 2008/Bogenschießen
Bei den Sommer-Paralympics 2008 in Peking wurden in insgesamt neun Wettbewerben im Bogenschießen Medaillen vergeben. Die Entscheidungen fielen zwischen dem 13. September und dem 15. September 2008 in der Olympic Green Bogenschießanlage.

## Klassen
Bei den paralympischen Bogenschießwettbewerben wurde in drei Klassen unterschieden:
- W1, für Bogenschützen im Rollstuhl mit eingeschränkten Arm- und Beinfunktionen.
- W2, für Bogenschützen im Rollstuhl mit eingeschränkten Arm- oder Beinfunktionen.
- ST, für stehende Bogenschützen, deren Beinfunktionen eingeschränkt sind, die aber dennoch stehen können.

## Ergebnisse
Es nahmen insgesamt 136 Athleten, davon 88 männliche und 48 weibliche, an den paralympischen Bogenschießwettkämpfen teil. Bei den vier Wettbewerben der Frauen handelte es sich um einen offenen, das heißt allen Klassen zugänglichen, Wettkampf mit einem Compoundbogen sowie um zwei Wettbewerbe mit dem Recurvebogen, einmal für W1 und W2 sowie einmal für ST. Außerdem gab es einen offenen Teamwettbewerb. Bei den Männern kam zum identischen Programm noch die Entscheidung mit dem Compoundbogen ausschließlich für W1-Athleten hinzu.

### Männer

#### Compound (offen)
| Platz | Land                   | Sportler          |
| ----- | ---------------------- | ----------------- |
| 1     | Vereinigtes Königreich | John Stubbs       |
| 2     | Italien                | Alberto Simonelli |
| 3     | Schweiz                | Philippe Horner   |
| 4     | Vereinigte Staaten     | TJ Pemberton      |
| 5     |                        |                   |

Datum: 13. September 2008, 14:50 Uhr

#### Compound (W1)
| Platz | Land                   | Sportler          |
| ----- | ---------------------- | ----------------- |
| 1     | Tschechien             | David Drahonínský |
| 2     | Vereinigtes Königreich | John Cavanagh     |
| 3     | Vereinigte Staaten     | Jeff Fabry        |
| 4     | Finnland               | Osmo Kinnunen     |
| 5     | Südkorea               | Seung-Pyo An      |

Datum: 14. September 2008, 10:35 Uhr

#### Recurve (ST)
| Platz | Land                | Sportler                    |
| ----- | ------------------- | --------------------------- |
| 1     | Mongolei            | Dambadondogiin Baatardschaw |
| 2     | Frankreich          | Fabrice Meunier             |
| 3     | Volksrepublik China | Chen Yegang                 |
| 4     | Italien             | Mario Esposito              |
| 5     | Volksrepublik China | Dong Zhi                    |

Datum: 14. September 2008, 14:15 Uhr

#### Recurve (W1 und W2)
| Platz | Land                | Sportler       |
| ----- | ------------------- | -------------- |
| 1     | Volksrepublik China | Cheng Changjie |
| 2     | Italien             | Marco Vitale   |
| 3     | Chinesisch Taipeh   | Lung-Hui Tseng |
| 4     | Türkei              | Ozgur Ozen     |
| 5     | Südkorea            | Hong-Gu Lee    |

Datum: 14. September 2008, 14:50 Uhr

#### Recurve (Team)
| Platz | Land                | Sportler                                              |
| ----- | ------------------- | ----------------------------------------------------- |
| 1     | Südkorea            | Hong-Gu Lee Hong-Kyu Kim Hyun-Kwan Cho                |
| 2     | Volksrepublik China | Cheng Changjie Chen Yegang Dong Zhi                   |
| 3     | Italien             | Mario Esposito Marco Vitale Oscar de Pellegrin        |
| 4     | Japan               | Tsunehiko Naganuma Takehiro Hasegawa Kimimasa Onodera |
| 5     | Polen               | Piotr Sawicki Tomasz Lezanski Ryszard Olejnik         |

Datum: 15. September 2008, 16:00 Uhr

### Frauen

#### Compound (offen)
| Platz | Land                   | Sportler             |
| ----- | ---------------------- | -------------------- |
| 1     | Vereinigtes Königreich | Danielle Brown       |
| 2     | Japan                  | Chieko Kamiya        |
| 3     | Vereinigtes Königreich | Mel Clarke           |
| 4     | Türkei                 | Gulbin Su            |
| 5     | Schweden               | Ann-Christin Nilsson |

Datum: 13. September 2008, 10:05 Uhr

#### Recurve (ST)
| Platz | Land                | Sportler           |
| ----- | ------------------- | ------------------ |
| 1     | Südkorea            | Hwa-Sook Lee       |
| 2     | Volksrepublik China | Gao Fangxia        |
| 3     | Vereinigte Staaten  | Lindsey Carmichael |
| 4     | Polen               | Malgorzata Olejnik |
| 5     | Frankreich          | Brigitte Duboc     |

Datum: 13. September 2008, 10:35 Uhr

#### Recurve (W1 und W2)
| Platz | Land                | Sportler           |
| ----- | ------------------- | ------------------ |
| 1     | Türkei              | Gizem Grismen      |
| 2     | Volksrepublik China | Fu Hongzhi         |
| 3     | Volksrepublik China | Xiao Yanhong       |
| 4     | Japan               | Aya Nakanishi      |
| 5     | Frankreich          | Maufras du Chatell |

Datum: 13. September 2008, 14:15 Uhr

#### Recurve (Team)
| Platz | Land                | Sportler                                          |
| ----- | ------------------- | ------------------------------------------------- |
| 1     | Volksrepublik China | Xiao Yanhong Fu Hongzhi Gao Fangxia               |
| 2     | Südkorea            | Hwa-Sook Lee Ran-Sook Kim Ki-Hee Kim              |
| 3     | Tschechien          | Lenka Kuncova Marketa Sidkova Miroslava Cerna     |
| 4     | Polen               | Alicja Bukanska Wieslawa Wolak Malgorzata Olejnik |
| 5     | Japan               | Yae Yamakawa Kimiko Konishi Ayako Saitoh          |

Datum: 15. September 2008, 16:00 Uhr

## Medaillenspiegel Bogenschießen
| Medaillenspiegel Bogenschießen | Medaillenspiegel Bogenschießen | Medaillenspiegel Bogenschießen | Medaillenspiegel Bogenschießen | Medaillenspiegel Bogenschießen | Medaillenspiegel Bogenschießen |
| Platz                          | Land                           | G                              | S                              | B                              | Gesamt                         |
| ------------------------------ | ------------------------------ | ------------------------------ | ------------------------------ | ------------------------------ | ------------------------------ |
| 01                             | Volksrepublik China            | 2                              | 3                              | 2                              | 7                              |
| 02                             | Vereinigtes Königreich         | 2                              | 1                              | 1                              | 4                              |
| 03                             | Südkorea                       | 2                              | 1                              | –                              | 3                              |
| 04                             | Tschechien                     | 1                              | –                              | 1                              | 2                              |
| 05                             | Mongolei                       | 1                              | –                              | –                              | 1                              |
| 05                             | Türkei                         | 1                              | –                              | –                              | 1                              |
| 07                             | Italien                        | –                              | 2                              | 1                              | 3                              |
| 08                             | Frankreich                     | –                              | 1                              | –                              | 1                              |
| 08                             | Japan                          | –                              | 1                              | –                              | 1                              |
| 10                             | Vereinigte Staaten             | –                              | –                              | 2                              | 2                              |
| 11                             | Schweiz                        | –                              | –                              | 1                              | 1                              |
| 11                             | Chinesisch Taipeh              | –                              | –                              | 1                              | 1                              |